# Муліфануа
Муліфануа — село, розташоване на північному заході острова Уполу в Самоа. Є адміністративним центром округу Аїга-і-ле-Таї. Звідси ходить паром, що з'єднує Уполу з селом Салелелога на острові Саваї.
Aggie Grey's Resort and Spa в Муліфануа і Фалеоло був місцем проведення змагань з вітрильного спорту та веслування на каное в рамках Тихоокеанських ігор 2007 року.